# Антофагаста
Антофага́ста (исп. Antofagasta) — город и морской порт в Чили, административный центр одноимённой области, провинции и коммуны.
Территория — 30718,1 км². Численность населения — 361 873 жителя (2017). Плотность населения — 11,8 чел./км².

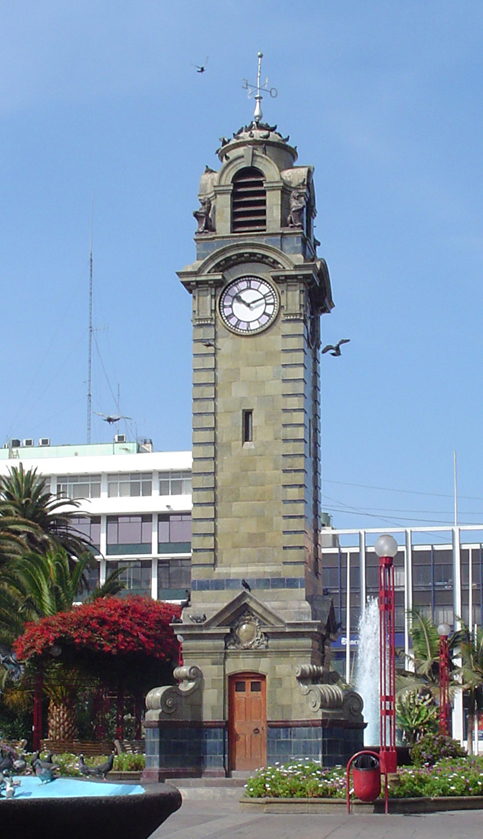
Башня с часами на площади Колумба в Антофагасте

## Расположение
Город расположен в 1092 км на север от столицы Чили города Сантьяго.

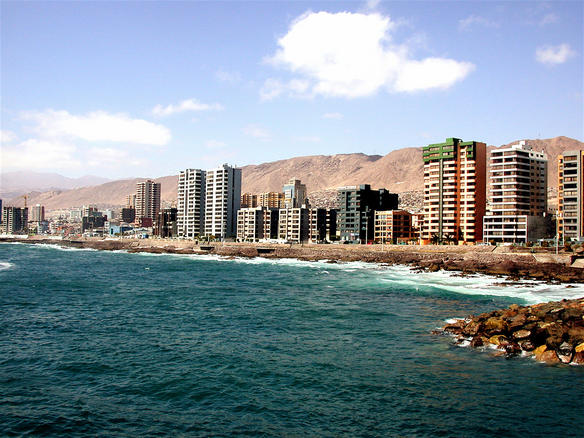
Набережная Антофагасты

Протянулся узкой полосой вдоль побережья к югу от полуострова Мехильонес и к северу от Сьерро—Колосо. Окружен с востока крутыми холмами, которые являются частью чилийской Кордильеры де Ла Коста, а с запада омывается водами Тихого океана.
Мехильонес — маленький порт в 65 км на север, в северной части полуострова Мехильонес. Приблизительно в 90 км к северу от Антофагасты. Орнитос — берег, который привлекает и туристов и местных жителей. Токопилья — прибрежный город в 188 км к северу от Антофагасты. Калама — второй по величине город в области Антофагаста, в 213 км к северо-востоку от Антофагасты. Ла-Негра — индустриальный комплекс приблизительно в 10 км к юго-востоку от Антофагасты, на Панамериканском шоссе.
Коммуна граничит:
- на севере — коммуны Мехильонес, Сьерра-Горда
- на северо-востоке — коммуна Сан-Педро-де-Атакама
- на востоке — провинция Жужуй (Аргентина)
- на юге — коммуны Тальталь, Диего-де-Альмагро
- на западе — Тихий океан

## Климат
Антофагаста находится в пустыне Атакама, одном из самых засушливых мест в мире. Согласно «Чилийскому геологическому журналу», ежегодные осадки здесь составляют в среднем меньше чем 4 мм. Отмечен период, когда в течение 40 лет дождей в Атакаме не выпадало вовсе.
| Показатель                    | Янв. | Фев. | Март | Апр. | Май | Июнь | Июль | Авг. | Сен. | Окт. | Нояб. | Дек. | Год |
| ----------------------------- | ---- | ---- | ---- | ---- | --- | ---- | ---- | ---- | ---- | ---- | ----- | ---- | --- |
| Абсолютный максимум, °C       | 30   | 31   | 29   | 30   | 26  | 23   | 27   | 26   | 27   | 26   | 27    | 31   | 31  |
| Средний суточный максимум, °C | 22   | 23   | 22   | 20   | 18  | 17   | 16   | 16   | 17   | 18   | 19    | 21   | 19  |
| Средняя температура, °C       | 20   | 20   | 19   | 17   | 16  | 15   | 14   | 14   | 15   | 16   | 17    | 19   | 17  |
| Средний суточный минимум, °C  | 17   | 17   | 16   | 15   | 13  | 12   | 11   | 12   | 12   | 13   | 15    | 16   | 14  |
| Абсолютный минимум, °C        | 10   | 8    | 10   | 6    | 7   | 6    | 5    | 5    | 5    | 7    | 10    | 11   | 5   |
| Источник: Weatherbase         |      |      |      |      |     |      |      |      |      |      |       |      |     |

## История
Первыми обитателями региона были индейцы чанго, которые занимались рыболовством, сбором моллюсков и охотой на морских львов. Территория, на которой расположена Антофагаста, в древности являлась частью империи Инков.
Город был основан боливийским правительством 22 октября 1868 года, первоначально назывался Пеньяс-Бланкас (Peñas Blancas, «белые скалы»), и являлся частью прибрежной провинции Боливии. В 1872 году британская компания «Antofagasta Nitrate & Railway Co.» построила порт, предназначенный для погрузки на суда селитры с окрестных солончаков, в 1874 году порт обслужил 114 парусных судов и 385 пароходов, в связи с чем более северные окрестные порты Мехильонес и Кобиха утратили значимость. В 1866 году и 1874 году чилийские промышленники получили от правительства Боливии концессии на разработку месторождений селитры в окрестностях города. К 1875 году население города составило 5384 жителей. 1 февраля 1879 года боливийским правительством концессии были реквизированы, что послужило поводом к началу Второй тихоокеанской войны: 14 февраля 1879 года Антофагаста была занята чилийскими войсками, и по результатам войны эта область отошла к Чили.

## Экономика
Своим экономическим развитием Антофагаста обязана в первую очередь добыче полезных ископаемых. Первоначально наиболее важным объектом добычи являлось гуано. В дальнейшем наибольшее значение приобрела добыча селитры, а потом меди. В прошлом Антофагаста была известна как наиболее важный порт, через который осуществлялся экспорт меди из Чили. Однако в последние годы благодаря существенным инвестициям эту позицию занял Мехильонес. Экономика города опирается на расположенные в окрестностях горнодобывающие предприятия. В северной части Антофагасты находится промышленная зона.
У города есть маленькая сельскохозяйственная зона в Кебрада-Ла-Чимба.

## Транспорт

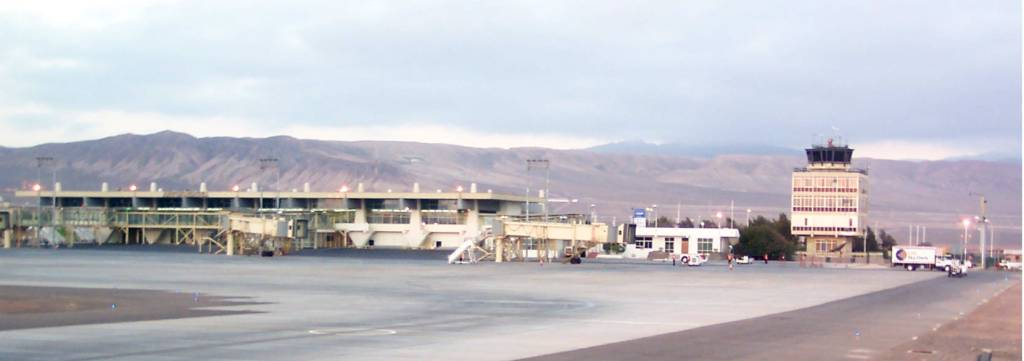
Аэропорт Серро-Морено

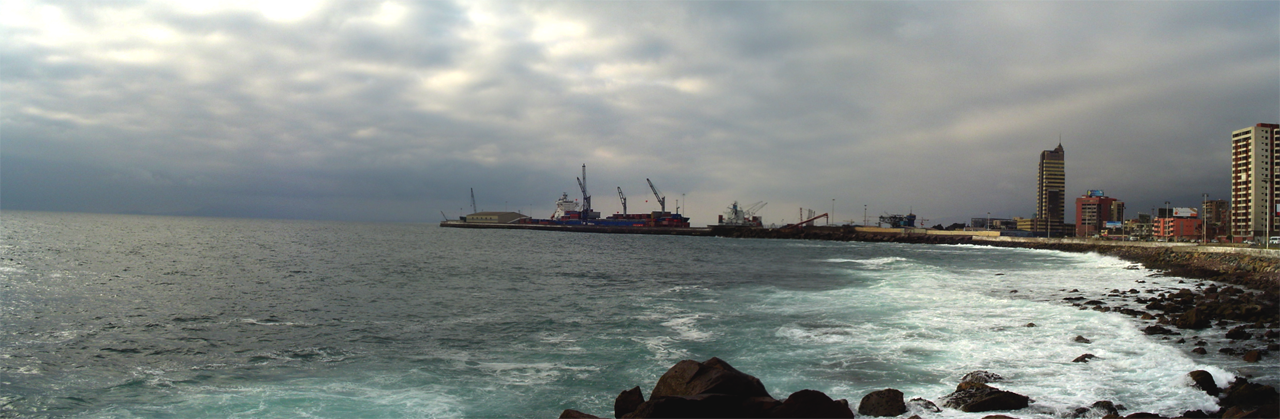
Южная зона порта Антофагаста

### Международный аэропорт Серро-Морено
К северу от города расположен аэропорт Серро-Морено. Формально считающийся международным, сейчас обслуживает только чилийские авиакомпании: PAL Airlines, LAN Airlines, Sky Airline,— совершающие из него внутренние рейсы. Закончен постройкой в 1954 г. Некоторое время использовался военными.

### Морской порт
Городу принадлежат два морских порта. Первый — пригородный — расположен к югу от Антофагасты возле Серро-Колосо и является частью медного рудника Ла-Эскондида. Второй порт — городской, в современном виде существует с 1943 года. В состоянии переваливать около 5 млн.т груза.

### Железная дорога
В городе функционирует распорядительная станция, используемая государственной железнодорожной компанией «Ferronor» и частной компанией «Железная дорога из Антофагасты в Боливию» (FCAB). «Ferronor» осуществляет грузовое и пассажирское сообщение с городами Чили, FCAB — грузовые перевозки между Антофагастой и городами соседней Боливии.

### Автомобильный и общественный транспорт

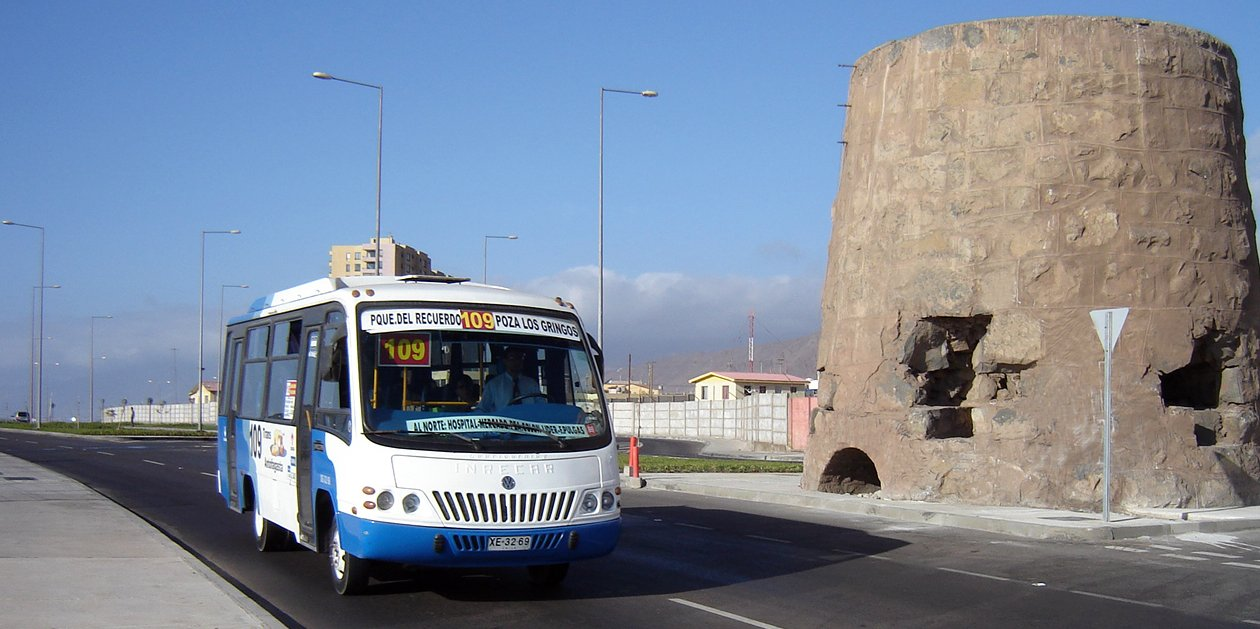
Микроавтобус «TransAntofagasta».

Через город с юга на север проходит шоссе № 1, соединяющее его на севере с Мехильонесом и Икике, на юге — с Тальталем. Дорогами № 26 и 28, идущими через Береговую Кордильеру, связана с шоссе № 5, пересекающим с севера на юг практически всю страну.
В городе работают автобусы и — с 2005 года — маршрутные такси «TransAntofagasta». В связи с урбанистическим и демографическим ростом Антофагасты, в муниципалитете дискутируется вопрос о пуске городской железной дороги, которая будет использовать для движения уже существующую инфраструктуру FCAB.

## Образование
У города есть несколько общественных и частных образовательных учреждений. Два главных общественных университета действующих в городе:
- Католический университет Севера (Universidad Católica del Norte)
- Университет Антофагасты (Universidad de Antofagasta).

Частные университеты:
- Университет Моря (Universidad del Mar)
- Университет Майор (Universidad Mayor)

и другие.
Частные университеты были открыты начиная с 2002 г. До этого времени, теперь более не существующий Университет им. Хосе Сантоса Осса (Universidad José Santos Ossa) был единственным частным университетом в Антофагасте.
Хотя общественные школы распределены почти однородно по всему городу, частные школы действуют главным образом в центральной и южной части города, где проживают самые богатые жители.

## Демография
Согласно сведениям, собранным в ходе переписи 2017 г Национальным институтом статистики (INE), население коммуны составляет:
| Полное население                          | Полное население                          | Полное население                          | Полное население                          | Полное население                          | 361 873 |
| ----------------------------------------- | ----------------------------------------- | ----------------------------------------- | ----------------------------------------- | ----------------------------------------- | ------- |
| в том числе:                              | Городское население                       | 354 104                                   | Процент городского населения, %           | 97,85                                     |         |
|                                           | Сельское население                        | 7 769                                     | Процент сельского населения, %            | 2,15                                      |         |
|                                           | Мужское население                         | 181 846                                   | Процент мужского населения, %             | 50,25                                     |         |
|                                           | Женское население                         | 180 027                                   | Процент женского населения, %             | 49,75                                     |         |
| Плотность населения, чел/км²              | Плотность населения, чел/км²              | Плотность населения, чел/км²              | Плотность населения, чел/км²              | Плотность населения, чел/км²              | 11,8    |
| Население коммуны в % к населению области | Население коммуны в % к населению области | Население коммуны в % к населению области | Население коммуны в % к населению области | Население коммуны в % к населению области | 59,56   |

| Динамика изменения населения коммуны | Динамика изменения населения коммуны | Динамика изменения населения коммуны | Динамика изменения населения коммуны |
| ------------------------------------ | ------------------------------------ | ------------------------------------ | ------------------------------------ |
| 1992                                 | 2002                                 | 2012                                 | 2017                                 |
| 228408                               | 296905▲                              | 348669▲                              | 361873▲                              |

В первой половине 20 века город рос за счет иммигрантов из Европы: Великобритании, Хорватии, Греции. В последние десятилетия население увеличивается за счет иммигрантов из Боливии, Перу, Эквадора, арабов, китайцев, а также переселенцев из других регионов Чили.

### Известные уроженцы
- Кончита Синтрон[англ.], женщина-тореадор

## Важнейшие населённые пункты[6]
| № | Название           | Название (исп.)   | Статус  | Население чел. (2017) | На карте                        |
| - | ------------------ | ----------------- | ------- | --------------------- | ------------------------------- |
| 1 | Антофагаста        | Antofagasta       | город   | 285255                | 23°37′10″ ю. ш. 70°23′00″ з. д. |
| 2 | Эскондида          | Escondida         | шахта   | 4000                  | 24°15′58″ ю. ш. 69°03′20″ з. д. |
| 3 | Салар-дель-Кармен  | Salar del Carmen  | шахта   | 1438                  | 23°38′12″ ю. ш. 70°15′39″ з. д. |
| 4 | Серро-Морено       | Cerro Moreno      | посёлок | 1466                  | 23°26′09″ ю. ш. 70°25′59″ з. д. |
| 5 | Эстасьон-Сальвидар | Estación Zaldivar | шахта   | 1215                  | 24°13′16″ ю. ш. 69°06′13″ з. д. |
| 6 | Колосо             | Coloso            | посёлок | 401                   | 23°45′39″ ю. ш. 70°27′40″ з. д. |
| 7 | Ла-Негра           | La Negra          | посёлок | 328                   | 23°46′41″ ю. ш. 70°19′03″ з. д. |
| 8 | Хуан-Лопес         | Juan López        | посёлок | 121                   | 23°30′44″ ю. ш. 70°32′02″ з. д. |

## Фотогалерея

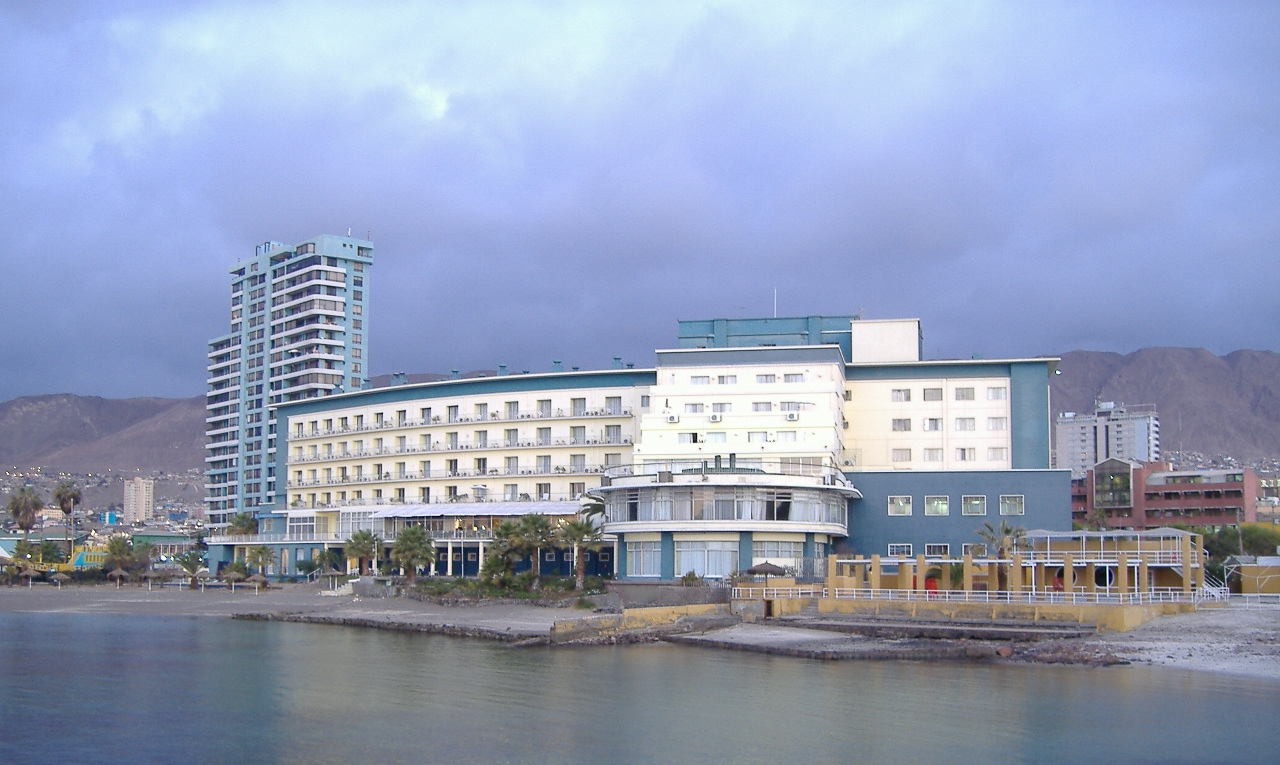
Отель Антофагаста
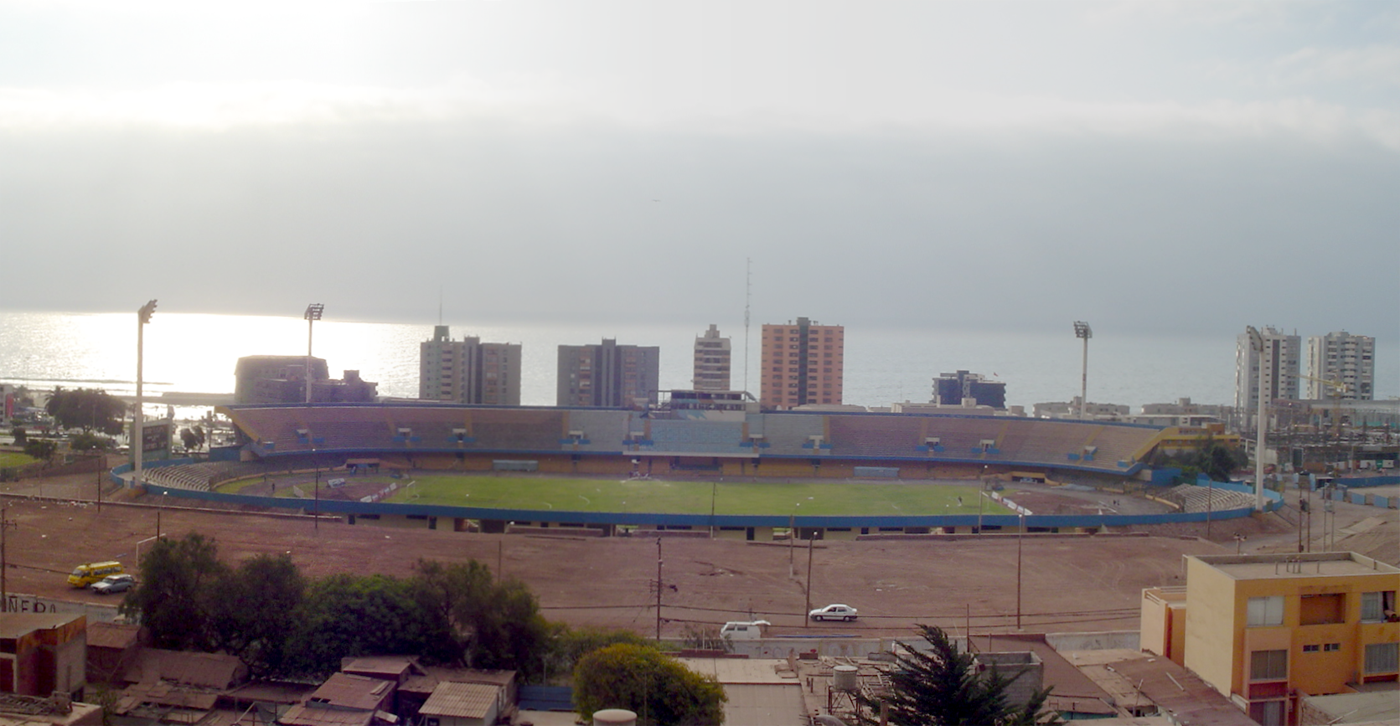
Региональный стадион Антофагасты
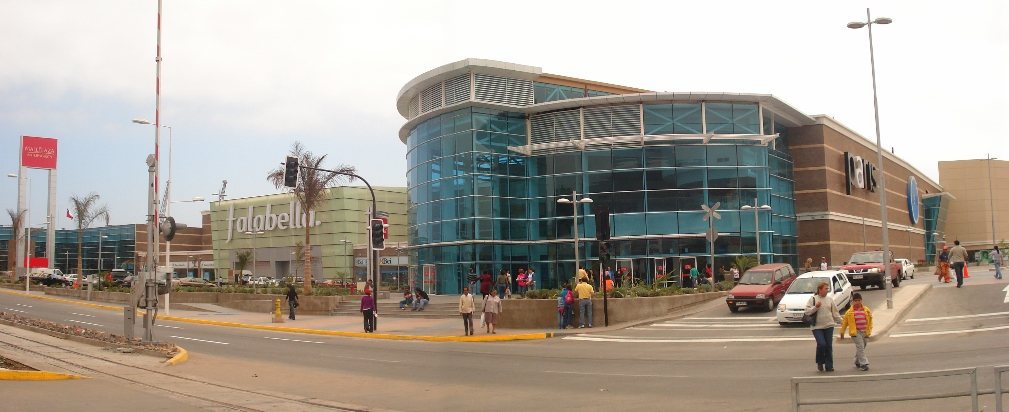
Улицы Антофагасты
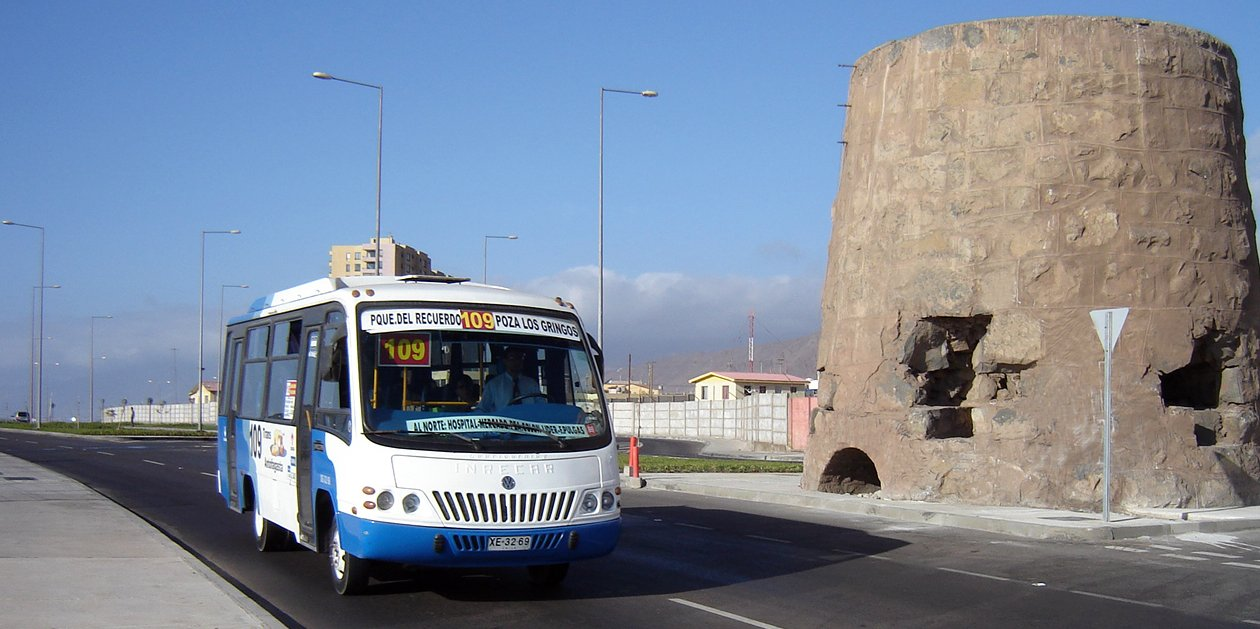
Автобус В Антофагасте
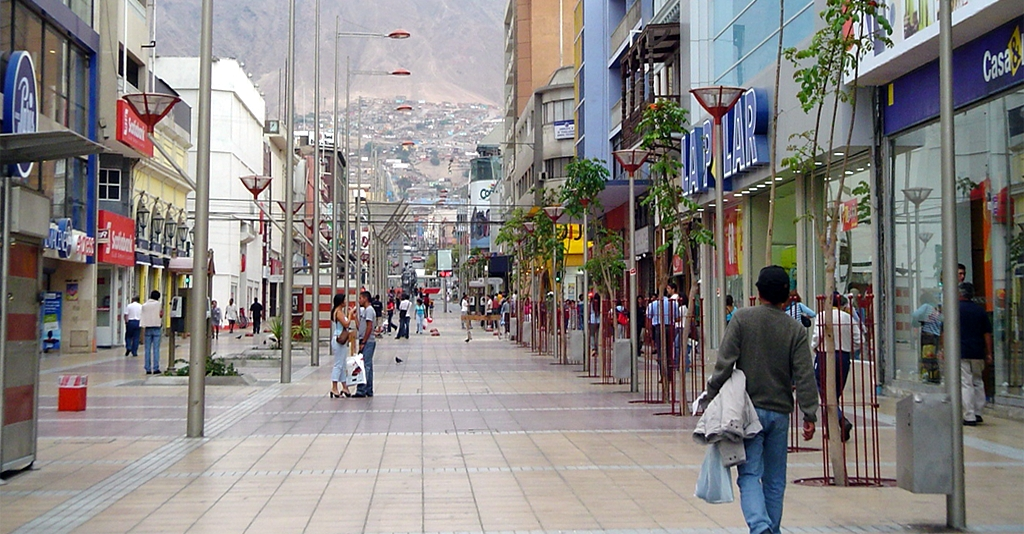
Пешеходная аллея Артуро-Прат
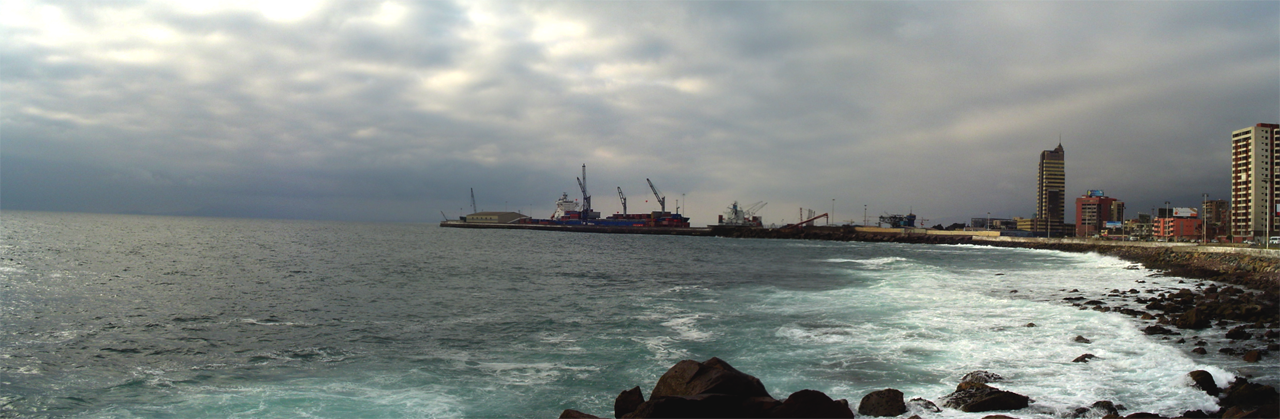
Порт
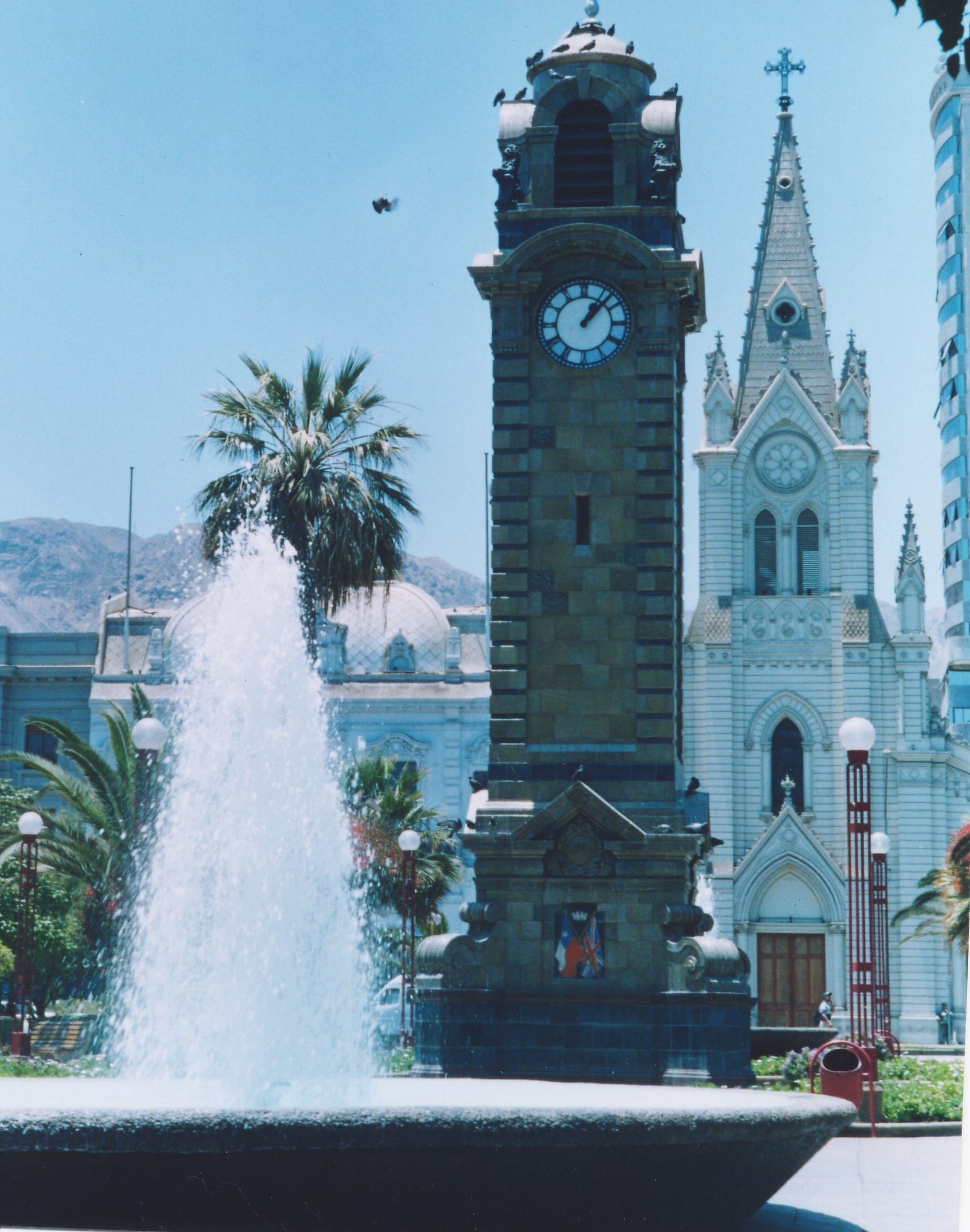
Площадь и собор
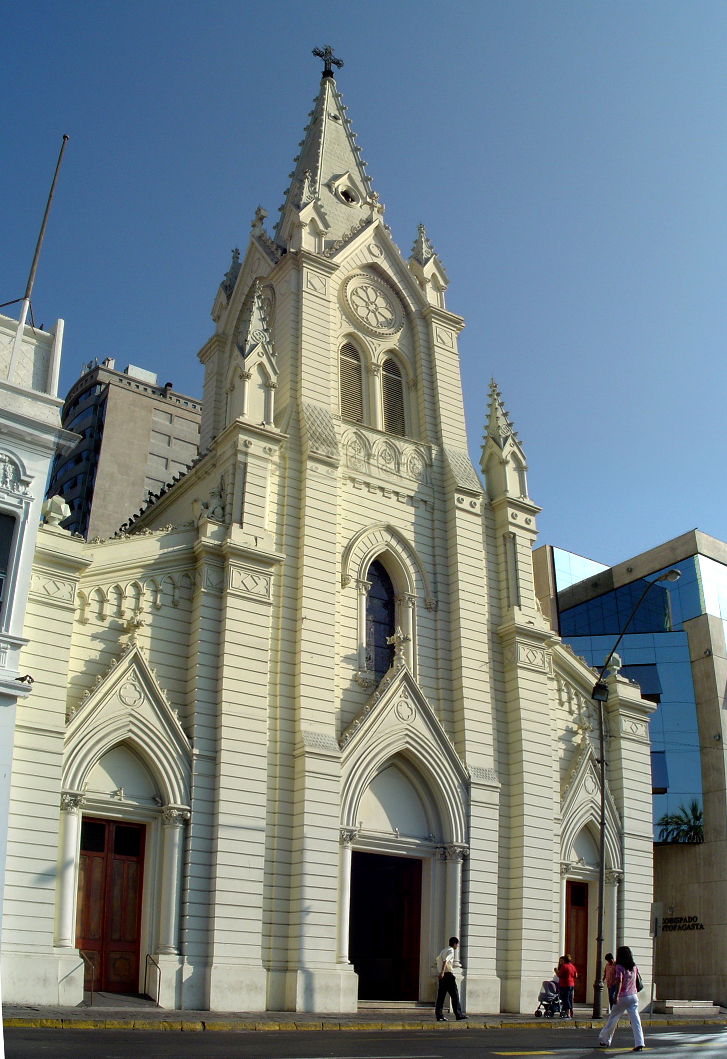
Кафедральный собор Сан-Хосе
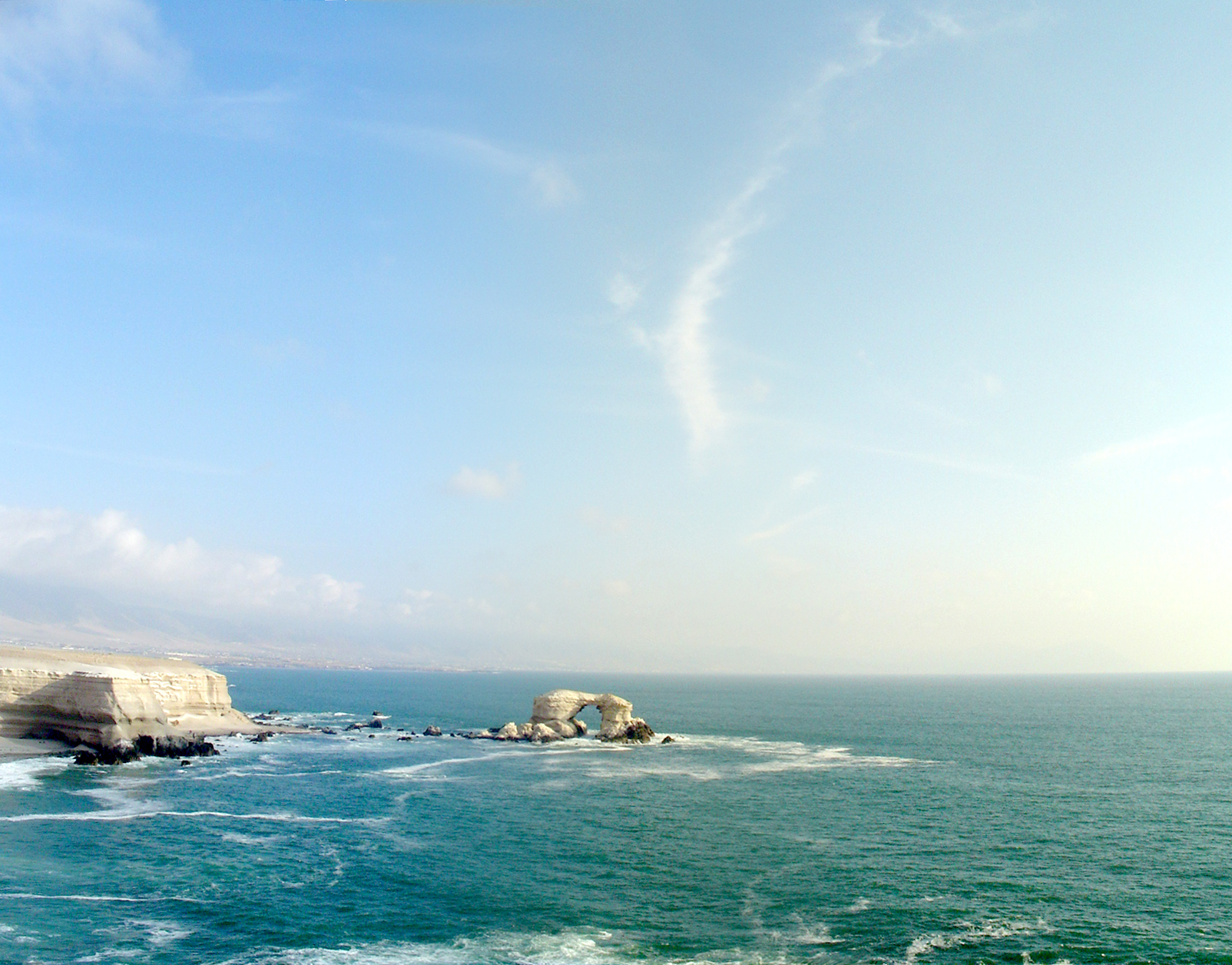
Природный памятник «Ворота Антофагасты»
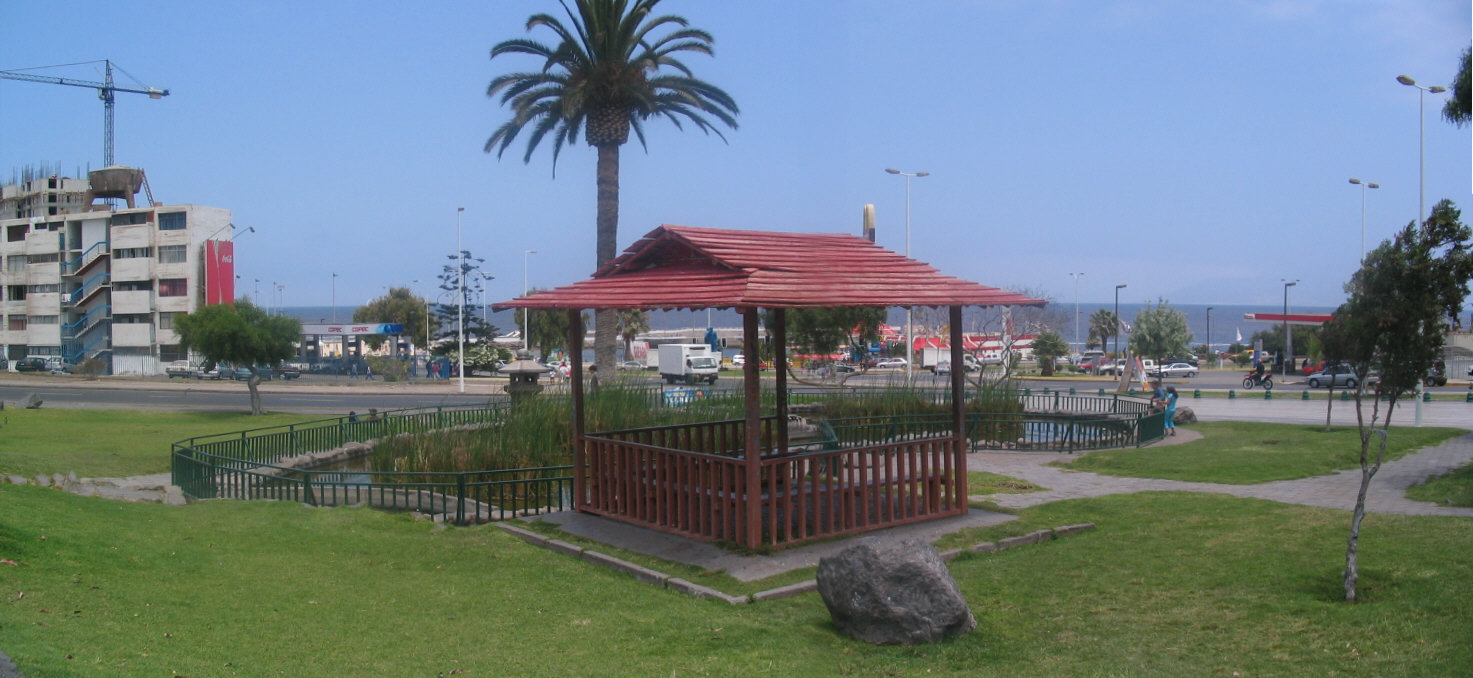
Японский парк